# Дванадцять кроків
Двана́дцять Кро́ків — набір керівних принципів (прийнятих членами як духовні принципи, які базуються на затвердженій літературі) з викладом плану дій для відновлення після звикання, примусу, або інших поведінкових проблем. Спочатку цю програму запропонувало товариство Анонімні Алкоголіки (AA) як метод для одужання від алкоголізму, Дванадцять Кроків були вперше опубліковані в книзі 1939 року Анонімні Алкоголіки: Історія про те, як більш ніж сто чоловіків вилікувалися від алкоголізму. Згодом метод став основою й інших Програм Дванадцяти Кроків.

## 12 Традицій АА
У спільноті існують 12 Традицій — це принципи, які покладені в основу функціонування групи, підтримки її розвитку і доброзичливого спілкування її членів. 12 традицій — це не закони і правила, а лише побажання, які складені на основі попереднього досвіду Анонімних Алкоголіків.
Дванадцять Традицій АА
1. Наш спільний добробут повинен бути на першому місці; особисте одужання залежить від єдності АА.
2. Для нашої спільної мети є лише один найвищий авторитет — люблячий Бог, як Він може виразити Себе в нашій груповій свідомості. Наші лідери — лише наділені довірою служителі; вони не керують.
3. Єдиною вимогою для того, щоб стати членом АА, є бажання кинути пити.
4. Кожна група має бути цілком самостійною, за винятком справ, які стосуються інших груп або АА в цілому.
5. У кожної групи є лише одна головна мета — нести своє послання до алкоголіка, який все ще страждає.
6. Групі АА ніколи не слід підтримувати, фінансувати або надавати ім'я АА для використання жодній спорідненій організації або сторонній установі, щоб проблеми, пов'язані з грошима, власністю і престижем не відволікали нас від нашої головної мети.
7. Кожній групі АА слід повністю спиратись на власні сили, відхиляючи внески ззовні.
8. Анонімним Алкоголікам варто завжди залишатися непрофесійним об'єднанням, проте наші службові центри можуть наймати спеціальних працівників.
9. АА, як таким, ніколи не слід мати системи управління; але ми можемо створювати ради або комітети, безпосередньо відповідальні перед тими, кого вони обслуговують.
10. Товариство Анонімних Алкоголіків не має точки зору щодо зовнішніх питань; отже ім'я АА ніколи не слід залучати до громадських дискусій.
11. Наша політика зв'язків з громадськістю ґрунтується на привабливості, а не на рекламі; нам потрібно завжди зберігати особисту анонімність на рівні преси, радіо та кіно.
12. Анонімність є духовною основою всіх наших Традицій, що завжди нагадує нам ставити принципи перед особистостями.

Переклад затверджено Літературним Комітетом Української Ради по Обслуговуванню АА 2012 р.

## 12 Кроків АА
12 Кроків — програма духовного переорієнтування для залежних від алкоголю. Метою є визнання своєї залежності, апелювання до «вищої сили» для лікування, відшкодування збитку, завданого іншим в результаті залежності і донесення цілющого знання до інших узалежнених. Значною мірою покладається на прийняття «вищої сили» або Бога, який може розумітися по-різному, але це є обов'язковою діючою силою в одужанні.
Програма «12 Кроків» використовується у роботі груп АА. Як правило, для ефективного опрацювання етапів програми необхідною є наявність досвідченого учасника (спонсора — наставника), здатного роз'яснити принципи кожного кроку.
Програма «12 Кроків», в оригіналі, була створена з її невідємним додатком «12 Традицій». 12 Традицій — це принципи, які покладені в основу функціонування групи, та цілої(світового масштабу) Спільноти АА загалом. Підтримки її розвитку і доброзичливого спілкування її членів. 12 Традицій — це не закони і правила, а лише побажання, які складені на основі попереднього досвіду Анонімних Алкоголіків.
На основі програми була створена так звана Мінесотська модель лікування алкоголізму та інших узалежнень, що припускає участь професіонала-психотерапевта як рівного учасника.
Дванадцять Кроків АА
1. Ми визнали, що ми були безсилі перед алкоголем, що наше життя стало некерованим.
2. Повірили, що Сила, могутніша ніж наша власна, може повернути нам здоровий розум.
3. Прийняли рішення доручити нашу волю і наше життя під опіку Бога, як ми розуміли Його.
4. Зробили сумлінну та безстрашну моральну інвентаризацію самих себе.
5. Визнали перед Богом, собою та іншою людиною достеменну природу наших помилок.
6. Були повністю готові до того, щоб Бог усунув всі ці дефекти характеру.
7. Покірно попросили Його усунути наші недоліки.
8. Склали список усіх людей, кому ми заподіяли шкоду, і стали готовими відшкодувати всім їм завдані збитки.
9. Особисто відшкодовували заподіяні цим людям збитки, де тільки можливо, крім тих випадків, коли це могло зашкодити їм або кому-небудь іншому.
10. Продовжували робити особисту інвентаризацію, і коли ми були неправі, відразу визнавали це.
11. Шукали шляхом молитви і медитації покращення нашого свідомого контакту з Богом, як ми розуміли Його, молячись лише про знання Його волі щодо нас і сили виконати її.
12. Досягнувши духовного пробудження, як результат цих кроків, ми намагались нести це послання до алкоголіків і застосовувати ці принципи у всіх наших справах.

## Культурна ідентичність
- Один з оглядів попереджає про шкідливі побічні ефекти філософії дванадцяти кроків та називає організації, які її застосовують, тоталітарними сектами[3], але інший огляд стверджує, що ці програми мало схожі на релігійні культи, і що використовувані методи, виявилися корисними в деяких випадках.[4] Ще одне дослідження показало, що зосередженість програми дванадцяти кроків на визнанні у себе наявності проблеми посилює девіантну стигму і позбавляє членів їх попередньої культурної ідентичності, замінивши її на девіантну ідентичність.[5] Інше дослідження стверджує, що попередню культурну ідентичність неможливо замінити повністю, але, швидше за все члени набувають бікультурної ідентичності.[6]
- Папа Іван Павло II назвав Програму «12 Кроків» «найдуховнішою програмою» і всіляко заохочував до її поширення. АА і Програма «12 Кроків» сильно поширені не тільки в католицькому середовищі, але й серед протестантів, а в останні роки почали дуже швидко поширюватися серед православних в Росії, Білорусі та Україні. «Програма має релігійне підґрунтя і вкінці може привести людину до храму». [Архівовано 31 грудня 2014 у Wayback Machine.]
- 2020 — Манді Еріксон публікує дослідження Стенфордського Університету під назвою: «Анонімні Алкоголіки найефективніший шлях до відмови від алкоголю» (англійською) [Архівовано 20 лютого 2022 у Wayback Machine.]- переклад дослідження українською [Архівовано 22 грудня 2021 у Wayback Machine.]